# شاول الملك
شاول (طالوت) (بالعبرية: שָׁאוּל) هو أول ملوك بني إسرائيل وأحد شخصيات العهد القديم، ذكر في القرآن في سورة البقرة باسم طالوت، وهو من سبط بنيامين، اختاره النبي صموئيل بأمر من الله بعد أن طلب منه بنو إسرائيل ملكاً يقودهم في الحرب. وانتقدت بنو إسرائيل اختيار صموئيل لطالوت لأنه لم يكن ثريًّا. أنب صموئيل بني إسرائيل، وقاد طالوت بني إسرائيل إلى الانتصار على جيش جالوت الذي قتل على يد داود، ولم يكن طالوت نبيًّا، وقد حكم من قرابة عام 1020 إلى 1000 ق.م.
كان بنو إسرائيل مقسمين إلى قبائل عدة وحكامها كانوا يسمون بالقضاة؛ وقد انتشرت بينهم الحروب والنزاعات مما سمح للشعوب الأخرى بغزو فلسطين، فطلب بنو إسرائيل من نبيهم صموئيل أن يختار لهم ملكاً فعيّن عليهم الملك شاؤول الذي أصبح ملكاً على إسرائيل؛ أصبح بعده النبي داوود ملكاً.

## نسبه
هو طالوت بن قيس بن أفيل بن صارو بن تحورت بن أفيح بن أنيس بن بنيامين بن يعقوب بن إسحاق بن إبراهيم

## القصة
ظل بنو إسرائيل بعد مجيئهم إلى فلسطين بعد موسى وتعرضوا في تلك الفترة لغزوات الأمم القريبة منهم كالعماليق، وأهل مَدْيَن وفلسطين والآراميين وغيرهم، فمرة يَغْلبون وتارة يُغْلبون.
وقد كان العبرانيون في حرب مع جالوت وجيشه، فغلبهم جالوت وأخذ تابوت العهد منهم وهو التابوت (الصندوق) الذي فيه التوراة أي الشريعة، فعزَّ عليهم ذلك لأنهم كانوا يستنصرون به.
عندما طلبت بني إسرائيل من نبيهم صموئيل ملكاً من بعد موسى. اختار لهم الله طالوت، ولكن بني إسرائيل لم يجدوه جديراً بالعرش. كان طالوت ذو بسطة في علمه وبنيته الجسمانية. فاخبرهم صموئيل أن الدليل المادي على ملكه هو عودة التابوت الذي أخذه منهم العماليق إليهم، وأن الملائكة تحمله إلى بيت طالوت تشريفاً وتكريماً له، فرضوا به.
قام طالوت بتكوين الجيش وجمع الجنود لمحاربة (العماليق) بزعامة أو إمارة جالوت الجبار الذي كان قائدهم وبطلهم الشجاع الذي يهابه الناس. وتم فعلاً اختيار سبعين أو ثمانين ألفاً من بني إسرائيل، وخرج معهم لقتال الأعداء.
ولكن حكمة القائد طالوت ومعرفته بهم وتشككه في صدقهم وثباتهم دفعته إلى اختبارهم في أثناء الطريق وفي وقت الحر بالشرب من نهر بين فلسطين والأردن، فتبين له عصيان الأكثرين، وطاعة الأقلين، فتابع الطريق وتجاوز النهر مع القلة المؤمنة، ولكن بعضهم قالوا حين شاهدوا جيش جالوت: لا طاقة لنا اليوم بجالوت وجنوده، فرد عليهم الآخرون بأنه كثيراً ما غلبت الفئة القليلة فئات كثيرة بإذن الله.
وكان من حاضري الحرب داود بن يسّى الذي كان شاباً صغيراً راعياً للغنم، لا خبرة له بالحرب، أرسله أبوه ليأتيه بأخبار إخوته الثلاثة مع طالوت، فرأى جالوت يطلب المبارزة، والناس يهابونه، فسأل داود عما يكافأ به قاتل هذا، فأجيب بأن الملك يغنيه غنى جزيلاً، ويعطيه ابنته، ويجعل بيت أبيه حراً.
فذهب داود إلى طالوت يستأذنه بمبارزة جالوت أمير العماليق وكان من أشد الناس وأقواهم، فظن به وحذره. ثم تقدم بعصاه وخمسة أحجار ماس في جعبته، ومعه مقلاعه، وبعد كلام مع جالوت، رماه داود بحجر، فأصاب جبهته فصرع، ثم تقدم منه وأخذ سيفه، وحزّ به رأسه، وانتصروا على جيش جالوت بعد موته. فزوجه الملك ابنته «ميكال» وجعله رئيس الجند.

## القصة في القرآن الكريم
قال الله تعالى في سورة البقرة:
﴿أَلَمْ تَرَ إِلَى الْمَلَإِ مِنْ بَنِي إِسْرَائِيلَ مِنْ بَعْدِ مُوسَى إِذْ قَالُوا لِنَبِيٍّ لَهُمُ ابْعَثْ لَنَا مَلِكًا نُقَاتِلْ فِي سَبِيلِ اللَّهِ قَالَ هَلْ عَسَيْتُمْ إِنْ كُتِبَ عَلَيْكُمُ الْقِتَالُ أَلَّا تُقَاتِلُوا قَالُوا وَمَا لَنَا أَلَّا نُقَاتِلَ فِي سَبِيلِ اللَّهِ وَقَدْ أُخْرِجْنَا مِنْ دِيَارِنَا وَأَبْنَائِنَا فَلَمَّا كُتِبَ عَلَيْهِمُ الْقِتَالُ تَوَلَّوْا إِلَّا قَلِيلًا مِنْهُمْ وَاللَّهُ عَلِيمٌ بِالظَّالِمِينَ ۝٢٤٦ وَقَالَ لَهُمْ نَبِيُّهُمْ إِنَّ اللَّهَ قَدْ بَعَثَ لَكُمْ طَالُوتَ مَلِكًا قَالُوا أَنَّى يَكُونُ لَهُ الْمُلْكُ عَلَيْنَا وَنَحْنُ أَحَقُّ بِالْمُلْكِ مِنْهُ وَلَمْ يُؤْتَ سَعَةً مِنَ الْمَالِ قَالَ إِنَّ اللَّهَ اصْطَفَاهُ عَلَيْكُمْ وَزَادَهُ بَسْطَةً فِي الْعِلْمِ وَالْجِسْمِ وَاللَّهُ يُؤْتِي مُلْكَهُ مَنْ يَشَاءُ وَاللَّهُ وَاسِعٌ عَلِيمٌ ۝٢٤٧ وَقَالَ لَهُمْ نَبِيُّهُمْ إِنَّ آيَةَ مُلْكِهِ أَنْ يَأْتِيَكُمُ التَّابُوتُ فِيهِ سَكِينَةٌ مِنْ رَبِّكُمْ وَبَقِيَّةٌ مِمَّا تَرَكَ آلُ مُوسَى وَآلُ هَارُونَ تَحْمِلُهُ الْمَلَائِكَةُ إِنَّ فِي ذَلِكَ لَآيَةً لَكُمْ إِنْ كُنْتُمْ مُؤْمِنِينَ ۝٢٤٨ فَلَمَّا فَصَلَ طَالُوتُ بِالْجُنُودِ قَالَ إِنَّ اللَّهَ مُبْتَلِيكُمْ بِنَهَرٍ فَمَنْ شَرِبَ مِنْهُ فَلَيْسَ مِنِّي وَمَنْ لَمْ يَطْعَمْهُ فَإِنَّهُ مِنِّي إِلَّا مَنِ اغْتَرَفَ غُرْفَةً بِيَدِهِ فَشَرِبُوا مِنْهُ إِلَّا قَلِيلًا مِنْهُمْ فَلَمَّا جَاوَزَهُ هُوَ وَالَّذِينَ آمَنُوا مَعَهُ قَالُوا لَا طَاقَةَ لَنَا الْيَوْمَ بِجَالُوتَ وَجُنُودِهِ قَالَ الَّذِينَ يَظُنُّونَ أَنَّهُمْ مُلَاقُو اللَّهِ كَمْ مِنْ فِئَةٍ قَلِيلَةٍ غَلَبَتْ فِئَةً كَثِيرَةً بِإِذْنِ اللَّهِ وَاللَّهُ مَعَ الصَّابِرِينَ ۝٢٤٩ وَلَمَّا بَرَزُوا لِجَالُوتَ وَجُنُودِهِ قَالُوا رَبَّنَا أَفْرِغْ عَلَيْنَا صَبْرًا وَثَبِّتْ أَقْدَامَنَا وَانْصُرْنَا عَلَى الْقَوْمِ الْكَافِرِينَ ۝٢٥٠ فَهَزَمُوهُمْ بِإِذْنِ اللَّهِ وَقَتَلَ دَاوُدُ جَالُوتَ وَآتَاهُ اللَّهُ الْمُلْكَ وَالْحِكْمَةَ وَعَلَّمَهُ مِمَّا يَشَاءُ وَلَوْلَا دَفْعُ اللَّهِ النَّاسَ بَعْضَهُمْ بِبَعْضٍ لَفَسَدَتِ الْأَرْضُ وَلَكِنَّ اللَّهَ ذُو فَضْلٍ عَلَى الْعَالَمِينَ ۝٢٥١ تِلْكَ آيَاتُ اللَّهِ نَتْلُوهَا عَلَيْكَ بِالْحَقِّ وَإِنَّكَ لَمِنَ الْمُرْسَلِينَ ۝٢٥٢﴾ [البقرة:246–252]
ولما طلبوا آية تدل على اصطفاء الله لطالوت أجابهم إِلى ذلك {وَقَالَ لَهُمْ نَبِيُّهُمْ إِنَّ آيَةَ مُلْكِهِ}أي علامة ملكه واصطفائه عليكم {أَنْ يَأْتِيَكُمُ التَّابُوتُ} أي يردَّ الله إِليكم التابوت الذي أخذ منكم، وهو كما قال الزمخشري: صندوق التوراة الذي كان موسى إِذا قاتل قدَّمه فكانت تسكن نفوس بني إِسرائيل ولا يفرون {فِيهِ سَكِينَةٌ مِنْ رَبِّكُمْ وَبَقِيَّةٌ مِمَّا تَرَكَ آلُ مُوسَى وَآلُ هَارُونَ تَحْمِلُهُ الْمَلائِكَةُ} أي في التابوت السكون والطمأنينة والوقار وفيه أيضاً بقية من آثار آل موسى وآل هارون وهي عصا موسى وثيابه وبعض الألواح التي كتبت فيها التوراة تحمله الملائكة قال ابن عباس: جاءت الملائكة تحمل التابوت بين السماء والأرض حتى وضعته بين يدي طالوت والناس ينظرون {إِنَّ فِي ذَلِكَ لآيَةً لَكُمْ إِنْ كُنتُمْ مُؤْمِنِينَ} أي إِن في نزول التابوت لعلامة واضحة أن الله اختاره ليكون ملكاً عليكم إِن كنتم مؤمنين بالله واليوم الآخر.
{فَلَمَّا فَصَلَ طَالُوتُ بِالْجُنُودِ} أي خرج بالجيش وانفصل عن بيت المقدس وجاوزه وكانوا ثمانين ألفاً أخذ بهم في أرضٍ قفرة فأصابهم حر وعطشٌ شديد {قَالَ إِنَّ اللَّهَ مُبْتَلِيكُمْ بِنَهَرٍ} أي مختبركم بنهر وهو نهر الشريعة المشهور بين الأردن وفلسطين {فَمَنْ شَرِبَ مِنْهُ فَلَيْسَ مِنِّي} أي من شرب منه فلا يصحبني - وأراد بذلك أن يختبر إِرادتهم وطاعتهم قبل أن يخوض بهم غمار الحرب، {وَمَنْ لَمْ يَطْعَمْهُ فَإِنَّهُ مِنِّي}أي من لم يشرب منه ولم يذقه فإِنه من جندي الذين يقاتلون معي {إِلاَ مَنِ اغْتَرَفَ غُرْفَةً بِيَدِهِ} أي لكن من اغترف قليلاً من الماء ليبلَّ عطشه وينقع غلته فلا بأس بذلك، فأذن لهم برشفةٍ من الماء تذهب بالعطش.
{فَشَرِبُوا مِنْهُ إِلاَ قَلِيلاً مِنْهُمْ} أي شرب الجيش منه إِلا فئة قليلة صبرت على العطش قال السدي: شرب منه ستة وسبعون ألفاً وتبقّى منه أربعة آلاف {فَلَمَّا جَأوَزَهُ هُوَ وَالَّذِينَ آمَنُوا مَعَهُ} أي لما اجتاز النهر مع الذين صبروا على العطش والتعب ورأوا كثرة عدوهم اعتراهم الخوف فقال فريق منهم {قَالُوا لا طَاقَةَ لَنَا الْيَوْمَ بِجَالُوتَ وَجُنُودِهِ} أي لا قدرة لنا على قتال الأعداء مع قائد جيشهم جالوت فنحن قلة وهم كثرة كاثرة {قَالَ الَّذِينَ يَظُنُّونَ أَنَّهُمْ مُلاقُوا اللَّهِ} أي قال الذين يعتقدون بلقاء الله وهم الصفوة الأخيار والعلماء الأبرار من أتباع طالوت {كَمْ مِنْ فِئَةٍ قَلِيلَةٍ غَلَبَتْ فِئَةً كَثِيرَةً بِإِذْنِ اللَّهِ} أي كثيراً ما غلبت الجماعة القليلة الجماعة الكثيرة بإِرادة الله ومشيئته، فليس النصر عن كثرة العدد وإِنما النصر من عند الله {وَاللَّهُ مَعَ الصَّابِرِينَ} أي معهم بالحفظ والرعاية والتأييد ومن كان الله معه فهو منصور بحول الله.
{وَلَمَّا بَرَزُوا لِجَالُوتَ وَجُنُودِهِ} أي ظهروا في الفضاء المتسع وجهاً لوجه أمام ذلك الجيش الجرار جيش جالوت المدرّب على الحروب {قَالُوا رَبَّنَا أَفْرِغْ عَلَيْنَا صَبْرًا} دعوا الله ضارعين إِليه بثلاث دعوات تفيد إِدراك أسباب النصر فقالوا أولاً: ربنا أفضْ علينا صبراً يعمنا في جمعنا وفي خاصة نفوسنا لنقوى على قتال أعدائك {وَثَبِّتْ أَقْدَامَنَا} أي ثبتنا في ميدان الحرب ولا تجعل للفرار سبيلاً إِلى قلوبنا وهي الدعوة الثانية {وَانْصُرْنَا عَلَى الْقَوْمِ الْكَافِرِينَ}أي انصرنا على من كفر بك وكذب رسلك وهم جالوت وجنوده وهي الدعوة الثالثة.
قال تعالى إِخباراً عن نتيجة هذه المعركة فقال: {فَهَزَمُوهُمْ بِإِذْنِ اللَّهِ} أي هزموا جيش جالوت بنصر الله وتأييده إِجابةً لدعائهم وانكسر عدوهم رغم كثرته {وَقَتَلَ دَاوُودُ جَالُوتَ} أي وقتل داود - وكان في جيش المؤمنين مع طالوت - رأس الطغيان جالوت واندحر جيشه {وَآتَاهُ اللَّهُ الْمُلْكَ وَالْحِكْمَةَ وَعَلَّمَهُ مِمَّا يَشَاءُ}أي أعطى الله داود الملك والنبوة وعلّمه ما يشاء من العلم النافع الذي أفاضه عليه قال ابن كثير: كان طالوت قد وعده إِن قتل جالوت أن يزوجه ابنته ويشاطره نعمته، ويشركه في أمره، فوفى له ثم آل الملك إِلى داود مع ما منحه الله به من النبوة العظيمة {وَلَوْلا دَفْعُ اللَّهِ النَّاسَ بَعْضَهُمْ بِبَعْضٍ لَفَسَدَتِ الأَرْضُ} أي لولا أن يدفع الله شرّ الأشرار بجهاد الأخيار لفسدت الحياة، لأن الشر إِن غلب كان الخراب والدمار {وَلَكِنَّ اللَّهَ ذُو فَضْلٍ عَلَى الْعَالَمِينَ} أي ذو تفضلٍ وإِنعام على البشر حيث لم يمكّن للشر من الاستعلاء.
{تِلْكَ آيَاتُ اللَّهِ نَتْلُوهَا عَلَيْكَ بِالْحَقِّ} أي ما قصصنا عليك يا محمد من الأمور الغريبة والقصص العجيبة التي وقعت في بني إِسرائيل هي من آيات الله وأخباره المغيبة التي أوحاها إِليك بالحق بواسطة جبريل الأمين {وَإِنَّكَ لَمِنَ الْمُرْسَلِينَ} أي وإِنك يا محمد لمن جملة الرسل الذين أرسلهم الله لتبليغ دعوة الله عز وجل.

## التقرير في الكتاب المقدس العبري
توجد التقارير في الكتاب المقدس العبري على حياة شاؤول في سفر صموئيل الأول:

### منزل الملك شاؤول
طبقًا للكتاب العبري، كان شاؤول ابنًا لقيس، من عائلة الماتريتيين، وفردًا من سبط بنيامين أحد الأسباط الاثني عشر. يبدو انه جاء من جبعة. تزوج شاؤول من أهينوم، ابنة أهيماز، والتي أنجب منها أربعة أبناء (جوناثان وأبيناداب ومالتشيشوا وإش-بوشيث) وابنتان (ميرب وميكال؛ بالعبرية: מירב ומיכל). كان لشاؤول أيضًا جارية تُدعى ريزباه، ابنة آياه، وأنجبت له طفلين، أرموني وميفيبوشيث (سفر صموئيل الثاني 21:8).
مات شاؤول في معركة جبل جلبوع (سفر صموئيل الأول 31:3–6؛ سفر أخبار الأيام الأول 10:3–6)، ودُفن في زيلاه، في أرض سبط بنيامين (سفر صموئيل الثاني 21:14). مات ثلاثة من أبناء شاؤول - جوناثان ووأبيناداب ومالتشيشوا- معه في جبل جلبوع (سفر صموئيل الأول 31:2؛ سفر أخبار الأيام الأول 10:2). أصبح إش-بوشيث ملكًا لإسرائيل، في عمر الأربعين. بناء على طلب داوود، أعاد أبنير ميشال إلى داوود. حكم إش-بوشيث لمدة عامين، ولكن بعد وفاة أبنير، قتله اثنان من قادته العسكريين (سفر صموئيل الثاني 4:5)
قدّم داوود أرموني وميفيبوشيث (أبناء شاؤول من جاريته، ريزباه) مع الأبناء الخمسة لميرب (ابنة شاؤول) إلى الجبعونيين الذين قتلوهم (سفر صموئيل الثاني 21:8–9). كان ميشال عقورًا (سفر صموئيل الثاني 6:23).
كان ميفيبوشيث، الابن الأعرج لجوناثان، هو السليل الذكر الوحيد الذي بقي على قيد الحياة، وكان في عمر الخامسة حين قُتل والده وجده. في الوقت نفسه، جاء تحت حماية داوود (سفر صموئيل الثاني 9:7–13). كان لميفيبوشيث ابنًا صغيرًا، ميكاه (سفر صموئيل الثاني 9:12)، أنجب ميكاه أربعة أبناء وبقي أحفاده حاملين الاسم حتى الجيل التاسع (سفر أخبار الأيام الأول 8:35–38).

### مسح شاؤول كملك
يقدم سفر صموئيل الأول ثلاثة تقريرات لصعود شاؤول إلى العرش في ثلاثة أصحاح متتالية:
- أُرسل شاؤول مع خادم للبحث عن حمير والده التائهة. تاركًا منزله في جبعة، وصلوا أخيرًا إلى منطقة روف، حيث اقترح شاؤول إيقاف البحث. أخبره خادمه بأنهم بالقرب من قرية راماه، حيث يوجد عراف شهير، واقترح أن يستشيروه أولًا. عرض العراف (عُرّف لاحقًا في النص بصموئيل) على شاؤول الإقامة ومسحه لاحقًا في السر (سفر صموئيل الأول 9).[7]
- انتفضت حركة شعبية لتأسيس ملكية مركزية مثل باقي الأمم، جمع صموئيل الناس في ميزباه لتعيين الملك، منفذًا وعوده السابقة بفعل ذلك (سفر صموئيل الأول 8). نظم صموئيل الناس بالقبيلة والعشيرة. باستخدام أوريم وتميم، اختار سبط بنيامين، واختار عشيرة ماتري من القبيلة، ومن بينهم اختار شاؤول. بعد اختياره ملكًا، عاد شاؤول إلى منزله في جبعة، مع عدد من أتباعه (سفر صموئيل الأول 10:17-24). ولكن، كان بعض الناس غير سعداء بشكل صريح باختيار شاؤول.[8][9]
- حاصر العمونيون، بقيادة ناهاش، جيش جلعاد. تحت شروط الاستسلام، سيُجبر سكان المدينة على العبودية وتُنتزع عينهم اليمنى. ولكنهم أرسلوا خبرًا بذلك إلى بقية قبائل إسرائيل، وجمعت القبائل الموجودة في غرب الأردن جيشًا بقيادة شاؤول. قاد شاؤول الجيش نحو النصر على العمونيين، واحتشد الناس في جيلجال حيث هتفوا لشاؤول كملك وتُوج بالعرش (سفر صموئيل الأول 11). أول ما فعله شاؤول هو منع عقاب من طعنوا في صحة ملكيته من قبل.

وجد أندريه لومير أن التقرير الثالث في الأغلب هو المعتقد الأكثر موثوقية. يميز منبر تسجيل الأحداث بين عملية الاختيار الخصوصية والعامة.

## دروس وعبر
من الدروس المستفادة من قصة طالوت:
- ان اجتماع أهل الكلمة والحل والعقد وبحثهم في الطريق الذي تستقيم به أمورهم وفهمه، ثم العمل به، أكبر سبب لارتقائهم وحصول مقصودهم
- أن الحق كلما عورض وأوردت عليه الشبه ازداد وضوحاً وتميز وحصل به اليقين التام
- أن العلم والرأي: مع القوة المنفذة بهما كمال الولايات، وبفقدهما أو فقد أحدهما نقصانها وضررها.
- أن الاتكال على النفس سبب الفشل والخذلان، والاستعانة بالله والصبر والالتجاء إليه سبب النصر
- أن من رحمته وسننه الجارية أن يدفع ضرر الكفار والمنافقين بالمؤمنين المقاتلين، وأنه لولا ذلك لفسدت الأرض باستيلاء الكفر وشعائره عليها.